# Messier 47
Messier 47 (také M47 nebo NGC 2422) je otevřená hvězdokupa v souhvězdí Lodní zádě.
Objevil ji Giovanni Battista Hodierna již před rokem 1654 a nezávisle na něm pak Charles Messier 19. února 1771. Hvězdokupa je od Země vzdálená okolo 1 600 ly a její věk se odhaduje na 78 milionů let. Obsahuje okolo 50 hvězd.

## Pozorování

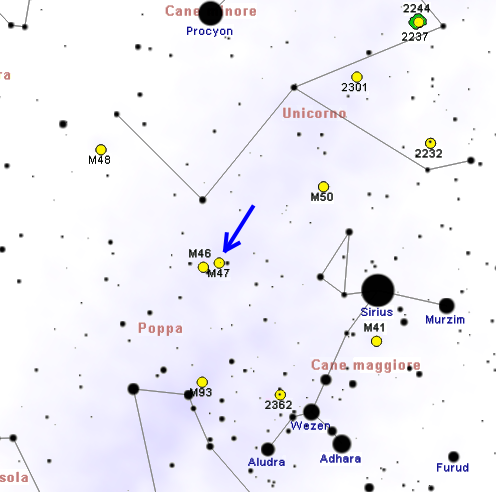
Poloha M 47 v souhvězdí Lodní zádě

M47 je jasná hvězdokupa viditelná i pouhým okem. Její úhlová velikost 30' je srovnatelná s rozměrem Měsíce v úplňku. Nejvýznamnějším objektem v okolí M47 je otevřená hvězdokupa M46, která se nachází přibližně jeden stupeň východně od M47. Dobrý triedr dokáže obě tyto hvězdokupy zcela rozložit na jednotlivé hvězdy a tím pozorovateli poskytne nádherný pohled. Půl stupně severně od M47 se nachází další trochu slabší hvězdokupa NGC 2423.
M47 se nachází na jižní nebeské polokouli, ale její deklinace je dostatečně nízká na to, aby byla pozorovatelná ze všech obydlených oblastí Země. Nejvhodnější období pro její pozorování na večerní obloze je od ledna do dubna.

## Historie pozorování
Hvězdokupu objevil Giovanni Battista Hodierna před rokem 1654, ale jeho záznam pozorování byl nalezen až v roce 1984. Do té doby byl její objev připisován Charlesi Messierovi, který ji nezávisle spoluobjevil v roce 1771.
Messier ovšem ve svém zápisu udělal chybu, když špatně uvedl znaménko v poloze hvězdokupy, a proto byla tato hvězdokupa dlouho považována za chybějící objekt Messierova katalogu. V New General Catalogue dostala označení NGC 2478. Někteří historikové sice tvrdí, že polohu M47 vyjasnil Oswald Thomas v roce 1934, ale ten zjevně pozoroval M48. Chybně uvedené znaménko odhalil až T. F. Morris v roce 1959 a přitom určil i správnou polohu M48.
Je zajímavé, že díky Messierově chybě hvězdokupu M47 pozorovala přinejmenším dvakrát i Caroline Herschel v roce 1783 a následně také William Herschel v roce 1785. Jimi pozorovaný objekt byl v New General Catalogue označen jako NGC 2422. Teprve T. F. Morris vysvětlil, že M47 a NGC 2422 jsou dvě různá označení stejného objektu. Morrisovo vysvětlení ovšem není příliš přesné, pokud se vezme v úvahu precese zemské osy.

## Vlastnosti
M47 se nachází ve vzdálenosti 1 600 světelných let od Země. Její stáří se odhaduje na 78 milionů let, takže je to docela mladá hvězdokupa. Její hvězdy jsou podobné Plejádám. Hvězdokupa obsahuje přibližně 50 hvězd, nejjasnější z nich je obr třídy B2 s magnitudou 5,7. Nachází se zde i dvě oranžové hvězdy třídy K s magnitudami 7,83 a 7,93, které musí být 200x jasnější než Slunce, pokud jsou opravdovými členy hvězdokupy. Průměrná hustota hvězdokupy je pouhých 0,62 hvězd na krychlový parsek, ale uprostřed hvězdokupy je hustota až 16 hvězd na krychlový parsek. Hvězdokupa se od Země vzdaluje rychlostí 9 km/s.